# 안개에 젖은 리오의 밤은 깊어
"안개에 젖은 리오의 밤은 깊어"는 1992년에 개봉한 대한민국의 영화이다.

## 캐스팅
- 이동준 : 동규 역
- 홍여진 : 수인 역
- 정희남 : 민오 역
- 나갑성 : 창호 역